# Шелудяков, Александр Григорьевич
Алекса́ндр Григо́рьевич Шелудяко́в (18 апреля 1928 — 25 декабря 2010) — известный томский писатель.

## Биография
Родился в селе Никольское Кривошеинского района (на территории современной Томской области) в крестьянской семье. В мае 1931 семья Шелудяковых была раскулачена и выслана в район Васюгана, в Усть-Чижапку Каргасокского района. В семнадцать лет поступил в средне-техническую школу морской авиации в Калининградской области. Семь лет прослужил авиамехаником. Демобилизовавшись, вернулся в родное село. Работал буровым рабочим в нефтеразведке. После переезда в Томск, в 1965 году, трудился слесарем в механических мастерских, работал на автобазе и «Рембыттехнике».
Первый рассказ «Сын тайги» напечатал в 1962. Спустя два года издал в Томске в 1964 первую книгу рассказов «Васюганские были». В 1972 в журнале «Молодая гвардия» опубликовал роман «Из племени кедра», в центре которого — судьба Юганы, последней женщины из древнего эвенкийского племени Кедра. Позже этот роман был переиздан в «Роман-газете». Предисловие к роману написал известный писатель Анатолий Иванов. Роман получил широкое признание читателей, был переведён на иностранные языки и издан в Германии, Польше, Финляндии, Афганистане и других странах, а также в союзных республиках.
В феврале 1973 года был принят в Союз писателей СССР. С 1974 на сцене Томского драматического театра с большим успехом шел спектакль «Из племени Кедра», поставленный Олегом Афанасьевым по его роману.
В 1982 опубликовал продолжение — роман «Югана». Завершить повествование должен был роман «Эскадрилья Юганы». По разным причинам замысел не был реализован, и произведение осталось в рукописи.
С 1987 жил на Украине, в городе Белгороде-Днестровском Одесской области. Имел двойное гражданство. Александр Григорьевич считал, что его предки причастны к событиям, изложенным в летописи «Слово о полку Игореве», он пытается раскрыть тайны «Слова о полку Игореве», долго собирает материал, работает в архивах. Книга «Тайна половецкой летописи» полностью была опубликована в журнале «Дон».
В 1991 передал в Государственный архив Томской области свой личный архив.

## О писателе
Александр Шелудяков // Заплавная Т. Томские писатели.- Томск, 1975. — С. 94 — 95